# Џена Хејз
Џена Хејз (енгл. Jenna Haze; Фулертон, Калифорнија, 22. фебруар 1982) америчка је режисерка, продуцент, порнографска глумица и бивша манекенка.

## Каријера
Каријеру порно-глумице започела је 2001. године. У периоду од 2002. до 2005. уговором је била везана за продуцентску кућу Jill Kelly Productions, за коју је снимала само лезбејске сцене. Године 2006. потписала је уговор са продуцентом Џулом Џорданом и снимила стрејт филм Jenna Haze Darkside, који је добио неколико порно-награда.
Године 2009. започела је снимање филмова у сопственој продукцији, основавши властиту продуцентску кућу Jennaration X Studios. У фебруару 2012. године јавно је саопштила да се као глумица повлачи из порно-индустрије и да ће бити само продуцент порно-филмова. Наступила је у више од 400 порно-филмова.
За себе каже да је бисексуалка.

## Награде
- 2003 AVN Award for Best New Starlet[6]
- 2003 AVN Award for Best Solo Sex Scene – Big Bottom Sadie[6]
- 2006 FAME Award for Fan Favorite Best Butt[7]
- 2007 AVN Award for Best Oral Sex Scene, Video – Jenna Haze Darkside[6]
- 2007 AVN Award for Best Group Sex Scene, Video – Fashionistas Safado: The Challenge[6]
- 2007 CAVR Award for Best Movie Performance – Jenna Haze Darkside
- 2007 XRCO Award for Best On-Screen Chemistry – Fashionistas Safado: The Challenge[8]
- 2007 FAME Award for Favorite Oral Starlet[9]
- 2008 AVN Award for Best Couple Sex Scene, Video – Evil Anal 2[10]
- 2008 XRCO Award for Orgasmic Oralist[11]
- 2008 FAME Award for Favorite Anal Starlet[12]
- 2008 Adult Nightclub and Exotic Dancer Awards for Adult Movie Entertainer of the Year[13]
- 2009 AVN Award for AVN Female Performer of the Year[14]
- 2009 AVN Award for Best Tease Performance – Pretty As They Cum[14]
- 2009 XBIZ Award for Female Performer of the Year[15]
- 2009 XRCO Award for Female Performer of the Year[16]
- 2009 FAME Award for Dirtiest Girl In Porn[17]
- 2009 FAME Award for Favorite Oral Starlet[17]
- 2009 Nightmoves Award for Best Feature Dancer (Editor's Choice)[18]
- 2009 Hot d'Or Award for Best American Female Performer[19]
- 2010 XRCO Award for Orgasmic Analist[20]
- 2010 XFANZ Award for Female Star of the Year[21]
- 2010 FAME Award for Dirtiest Girl In Porn[22]
- 2010 FAME Award for Favorite Anal Starlet[22]
- 2011 AVN Award for Best All-Girl Couples Sex Scene – Meow![23]
- 2011 AVN Fan Award for Favorite Performer[23]
- 2011 XRCO Award for Orgasmic Oralist[24]
- 2011 Nightmoves Award for Best Feature Dancer (Fan's Choice)[25]
- 2012 AVN Hall of Fame inductee[3]
- 2012 XRCO Hall of Fame inductee[26]

## Филмографија

### Глума
- 18 and Nasty 24 (2001)
- Anal Addicts 6 (2001)
- Babes In Pornland 2: Teen Babes (2001)
- Backseat Confidential (2001)
- Barefoot Confidential 15 (2001)
- Barely Legal 20 (2001)
- Buffy Malibu's Nasty Girls 25 (2001)
- Chica Boom 10 (2001)
- Fast Times at Deep Crack High 4 (2001)
- Four Finger Club 19 (2001)
- Grrl Power 7 (2001)
- Hearts and Minds 1 (2001)
- Hot Bods And Tail Pipe 20 (2001)
- I Love Lesbians 10 (2001)
- I Love To Swallow 1 (2001)
- Internally Yours 2 (2001)
- Kung-fu Girls 2 (2001)
- Lewd Conduct 12 (2001)
- Morgan Sex Project 5 (2001)
- Morgan Sex Project 6 (2001)
- Nasty Nymphos 32 (2001)
- Naughty College School Girls 20 (2001)
- New Girls in Town 1 (2001)
- New Girls in Town 2 (2001)
- North Pole 25 (2001)
- Oral Adventures Of Craven Moorehead 8 (2001)
- Service Animals 4 (2001)
- Specs Appeal 3 (2001)
- Sticky Side Up 1 (2001)
- Threesome Dim-Some (2001)
- University Coeds 36 (2001)
- University Coeds Oral Exams 7 (2001)
- Up And Cummers 98 (2001)
- Whack Attack 12 (2001)
- Young As They Cum 1 (2001)
- Young Stuff 1 (2001)
- Your Neighbor's Daughter (2001)
- 100% Anal 1 (2002)
- 100% Haven (2002)
- 100% Natural 1 (2002)
- 4 Play (2002)
- Anal Angels 3 (2002)
- Barefoot Confidential 18 (2002)
- Beautiful Couples 1 (2002)
- Behind the Scenes of Dripping Wet Sex 1 (2002)
- Big Bottom Sadie (2002)
- Buffy Malibu's Nasty Girls 26 (2002)
- Casting Couch Confessions 6 (2002)
- Cum Dumpsters 1 (2002)
- Cum Sucking Whore Named Kacey (2002)
- Dripping Wet Sex 1 (2002)
- Eat At the Pussy Cafe 6 (2002)
- Experiment In Sex (2002)
- Fast And Female (2002)
- Feeding Frenzy 1 (2002)
- Fem Aria (2002)
- Flesh Hunter 1 (2002)
- Flesh Hunter 2 (2002)
- Flesh Hunter 3 (2002)
- Four Finger Club 20 (2002)
- Friends And Lovers (2002)
- Graced (2002)
- High Class Ass (2002)
- High Desert Dream Girls (2002)
- Hot Showers 2 (2002)
- Industrial Sex (2002)
- Inferno (2002)
- Initiations 9 (2002)
- Jenna And Jessica Exposed (2002)
- Jenna Haze: Exposed (2002)
- Just Over Eighteen 2 (2002)
- Kick Ass Chicks 2: Jenna Haze (2002)
- Little Town Flirts (2002)
- Men Are From Mars (2002)
- Moving Day (2002)
- My Perfect 10's Again (2002)
- My Sex Kitten (2002)
- Naughty Pink (2002)
- Nineteen Video Magazine 48 (2002)
- Oral Adventures of Craven Moorehead 15 (2002)
- Out of Control (2002)
- Out of Control Again (2002)
- Pandora (2002)
- Passion And Betrayal (2002)
- Passion Designer (2002)
- Patriot Dames 1 (2002)
- Perfect Pink 12 (2002)
- Pink 1 (2002)
- Pin-up Girls (2002)
- Please Cum Inside Me 7 (2002)
- Please Cum Inside Me 8 (2002)
- Psychosis (2002)
- Rampage 4 (2002)
- Raw Sex (2002)
- Real Female Masturbation 14 (2002)
- Real Female Orgasms 3 (2002)
- Real Life Casting Couch 2 (2002)
- Reflections (2002)
- Sex On Film (2002)
- Sex Under Hot Lights - Brand Spanking New (2002)
- Silk And Seduction (2002)
- Skate Trixxx 1 (2002)
- Slumber Party 18 (2002)
- Smokin' 3 (2002)
- Sodomania: Slop Shots 11 (2002)
- Sodomania: Slop Shots 12 (2002)
- Soloerotica 1 (2002)
- Splendor (2002)
- Straight To The A 1 (2002)
- Sweetie (2002)
- Taste of a Woman (2002)
- Trained Teens 2 (2002)
- Unbelievable Sex 1 (2002)
- Unforgettable (2002)
- Upskirt Diaries (2002)
- Virtual Vixens (2002)
- When The Boyz Are Away The Girlz Will Play 6 (2002)
- When The Boyz Are Away The Girlz Will Play 7 (2002)
- When The Boyz Are Away The Girlz Will Play 8 (2002)
- When The Boyz Are Away The Girlz Will Play 9 (2002)
- Wishful Thinking (2002)
- Young Cream Pies 2 (2002)
- Young Fun (2002)
- Your Time is Up (2002)
- 100% Anal 2: Welcome to Jezebelle (2003)
- 100% Blowjobs 14 (2003)
- 100% Blowjobs 15 (2003)
- 100% Blowjobs 16 (2003)
- 100% Blowjobs 18 (2003)
- 100% Blowjobs 20 (2003)
- 100% Blowjobs 22 (2003)
- 100% Girls (2003)
- 100% Jenna Haze (2003)
- 100% Natural 2 (2003)
- Adult Video News Awards 2003 (2003)
- Alexis On Fire (2003)
- All About the Sex (2003)
- All Anal 1 (2003)
- All Anal 2 (2003)
- Ashton's Auditions 1 (2003)
- Backside Story (2003)
- Best of Brittney Skye (2003)
- Best of Haven (2003)
- Best of JKP Couples 1 (2003)
- Best of Perfect Pink 3 (2003)
- Blushed (2003)
- Break The Chains (2003)
- Calendar Issue 2003 (2003)
- Club TropiXXX 2 (2003)
- Cock Crazy Quickies 3 (2003)
- Cynara's Dream Scenes (2003)
- Deep Trouble (2003)
- Desperately Seeking Cindy (2003)
- Dirty Pretty Secrets (2003)
- Flesh Cravers (2003)
- Indecent Desires (2003)
- Internally Alexis (2003)
- Jane Millionaire (2003)
- Jenna Loves Girls (2003)
- Jenna's Harem (2003)
- Jenna's Rendezvous (2003)
- Jill Kelly Superstars (2003)
- JKP All Latin 1 (2003)
- JKP Hardcore 1 (2003)
- JKP Hardcore 2 (2003)
- Oral Adventures of Craven Moorehead 19 (2003)
- Panty Paradise (2003)
- Perfect Pink 17: Pink Matters (2003)
- Phuk Factor (2003)
- Punch Club (2003)
- Screwless (2003)
- Sex And Marriage (2003)
- Sizzling Salsa (2003)
- Slut Of Sluts (2003)
- So Nice So Naughty (2003)
- Sodomania: Slop Shots 13 (2003)
- Splish Splash (2003)
- Sweet Sounds (2003)
- Tastefully Tyler (2003)
- Tyler's Crazy Horny (2003)
- Unbelievable Sex 3 (2003)
- Unbelievable Sex 4 (2003)
- Under The Cover Of Darkness (2003)
- When The Boyz Are Away The Girlz Will Play 10 (2003)
- When The Boyz Are Away The Girlz Will Play 11 (2003)
- When The Boyz Are Away The Girlz Will Play 12 (2003)
- When The Boyz Are Away The Girlz Will Play 13 (2003)
- Women and Wheels (2003)
- Women Of Sin (2003)
- 100% Anal 3 (2004)
- 100% Blowjobs 25 (2004)
- 100% Blowjobs 26 (2004)
- 100% Blowjobs 27 (2004)
- 100% Blowjobs 28 (2004)
- 100% Blowjobs 29 (2004)
- 100% Foursomes 2 (2004)
- Adult Video News Awards 2004 (2004)
- All Anal 3 (2004)
- All Natural Beauties (2004)
- All Tied Up (2004)
- Anal Intentions (2004)
- Ashton's Auditions 2 (2004)
- Ashton's Auditions 3 (2004)
- Award Winning Sex Scenes (2004)
- Barely Legal All Stars 2 (2004)
- Best of Alexis Amore (2004)
- Best of Aurora Snow (2004)
- Best Of Cherokee (2004)
- Best of Jessica Drake (2004)
- Best of JKP Couples 2 (2004)
- Brunette Beauties (2004)
- Dark Intent (2004)
- Dirty Little Girls (2004)
- Double Team Dream (2004)
- Down And Dirty (2004)
- Enema Nursing School (2004)
- Ethnic Amore (2004)
- Every Man's Fantasy: 2 Girls for Every Man 2 (2004)
- Girls Night Out (2004)
- Girls Off the Hook (2004)
- Graced 2 (2004)
- Horny Girls (2004)
- Hunger Within (2004)
- I Know What You Did Last Night (2004)
- Innocence Lost (2004)
- Jenna Haze Stripped (2004)
- Jenna Haze vs Krystal Steal (2004)
- Jenna Haze's Redline (2004)
- Jenna Loves Threesomes (2004)
- Jenna Unleashed (2004)
- Jenna's Juicy (2004)
- Jenna's Obsessions (2004)
- JKP All Asian 3 (2004)
- JKP All Latin 3 (2004)
- JKP Hardcore 3 (2004)
- JKP Hardcore 4 (2004)
- JKP Sex Camp (2004)
- Lonely Housewives (2004)
- Love Thy Neighbor (2004)
- Lovin' Porn (2004)
- Perfect Pink 18: Nautica And Jenna In Pink (2004)
- Perfect Pink 19: Saints & Sinners (2004)
- Phat Tuesday (2004)
- Portraits of a Porn Star (2004)
- Say Aloha To My A-hola (2004)
- Sexual Rythm (2004)
- Shades of X (2004)
- Sorority Hazing (2004)
- Strays (2004)
- Surreal Sex Life (2004)
- Taming Of Tyler Faith (2004)
- Teen Queen Pussy (2004)
- Tyra's Little Secrets (2004)
- Ultimate Dream Team (2004)
- Urban Angels (2004)
- Venus Affair (2004)
- When The Boyz Are Away The Girlz Will Play 14 (2004)
- Wicked Divas: Stormy (2004)
- Young Hot And Horny Girls 2 (2004)
- 100% Blowjobs 34 (2005)
- 100% Blowjobs 35 (2005)
- Anal Princess Diaries 1 (2005)
- Avy Scott And Friends (2005)
- Babes Behind Bars (2005)
- Bad News Bitches 1 (2005)
- Belladonna: Fetish Fanatic 2 (2005)
- Best Breasts In The Biz (2005)
- Best Butts in the Biz (2005)
- Boned (2005)
- Boy Toys (2005)
- Brunettes Deluxxxe (2005)
- Crushed And Plushed (2005)
- Cum Buckets 3 (2005)
- Cum Buckets 4 (2005)
- Dear Celeste (2005)
- Educating Jenna (2005)
- Fresh and Natural 3 (2005)
- Full Exposure (2005)
- Girls Who Like Girls (2005)
- Girlvana 1 (2005)
- Gonzo Jenna Haze Style (2005)
- High Heels Fast Wheels (2005)
- It Girls (2005)
- Jenna Haze and Friends (2005)
- Jenna's Favorite Fantasies (2005)
- Kick Ass Chicks 22: Superstars (2005)
- Lesbian Heaven  (2005)
- Lipstick Lingerie and Lesbians (2005)
- Naughty Bits (2005)
- Nuttin' Hunnies 3 (2005)
- Penetration Nation (2005)
- Perfect Pink 20 (2005)
- Rack 'em (2005)
- Revenge of the Dildos (2005)
- Sexual Karma (2005)
- Spend The Night With Cindy (2005)
- Stocking Strippers Spanked 4 (2005)
- Strap it On Slip it In (2005)
- Sweet Lolita (2005)
- Tyra's Runway Rendezvous (2005)
- Anally Yours... Love, Jenna Haze (2006)
- Bad News Bitches 2 (2006)
- Blow Me Sandwich 9 (2006)
- Carmen And Austyn (2006)
- Casting Couch (2006)
- Contract Killers (2006)
- Cum When I Cum (2006)
- Cumstains 8 (2006)
- Dirty Little Stories 1 (2006)
- Faith's Fantasies (2006)
- Fashionistas Safado: The Challenge (2006)
- Filth And Fury 2 (2006)
- Girls In Pink (2006)
- Girls Love Girls 1 (2006)
- Goo 4 Two 4 (2006)
- Grand Theft Anal 9 (2006)
- Greatest Cum Sluts Ever (2006)
- Greatest Cum Sluts Ever 2 (2006)
- Head Case 1 (2006)
- Hitting It From Behind (2006)
- Industry (2006)
- Jenna Haze Dark Side (2006)
- Jenna Haze is Ravaged (2006)
- Jenna Haze's Secret Desires (2006)
- L.A. Vice (2006)
- Miss Strap-On (2006)
- No Cocks Allowed 2 (2006)
- Obedience School (2006)
- Pretty Pussies Please 2 (2006)
- Promises of the Heart (2006)
- Pussy Worship 2 (2006)
- Semen Sippers 5 (2006)
- Service Animals 24 (2006)
- Sex On The Beach (2006)
- Sexy Lady (2006)
- Slut School (2006)
- Strip Tease Then Fuck 8 (2006)
- Tiffany Loves Girls (2006)
- Top Notch Bitches 5 (2006)
- Ultimate Poker Babes: Adult Stars Strip-Off (2006)
- Vamps (2006)
- Who's Your Daddy 9 (2006)
- 1 On 1 1 (2007)
- A List 2 (2007)
- All Alone 1 (2007)
- All American Girls (2007)
- All By Myself 2 (2007)
- Best of Lewd Conduct (2007)
- Big Wet Asses 12 (2007)
- Bikini-Clad Cum Sluts 1 (2007)
- Bottom Drawer (2007)
- Boundaries 3 (2007)
- Bring Your A Game 3 (2007)
- Broken (2007)
- Celebusluts (2007)
- Crack Addict 6 (2007)
- Dirty Divas (2007)
- Dirty Little Stories 2 (2007)
- Doll House 1 (2007)
- Dreamgirlz 1 (2007)
- Evil Anal 2 (2007)
- Evilution 3 (2007)
- Face Invaders 2 (2007)
- Fantasy All Stars 4 (2007)
- First Person Shooter (2007)
- Flawless 8 (2007)
- Girls Girls Girls 1 (2007)
- Girls Will Be Girls 1 (2007)
- Gobble The Goop 3 (2007)
- Hand to Mouth 5 (2007)
- Interactive Sex with Jenna Haze (2007)
- Internal Cumbustion 10 (2007)
- Internal Injections 2 (2007)
- Intimate Invitation 9 (2007)
- Jenna 9.5 (2007)
- Jenna Haze Oil Orgy (2007)
- Jenna Haze's Girl Diaries (2007)
- Lord of Asses 10 (2007)
- Mom's Cream Pie 1 (2007)
- MyPlace 3 (2007)
- N' 2 Deep (2007)
- No Man's Land Girlbang (2007)
- Operation: Desert Stormy (2007)
- Players Club (2007)
- Predator 1 (2007)
- Pussy Cats 2 (2007)
- Screen Dreams 1 (2007)
- Suck It Dry 4 (2007)
- Sweet Cream Pies 3 (2007)
- Totally Fucked 1 (2007)
- Trophy Whores 3 (2007)
- Trouble With Girls (2007)
- Whack Jobs 1 (2007)
- White Water Shafting (2007)
- 50 State Masturbate (2008)
- Addicted 4 (2008)
- Addicted 5  (2008)
- Alexis Texas is Buttwoman (2008)
- Anabolic Superstars  (2008)
- Anal Asspirations 8 (2008)
- Belladonna's Evil Pink 4 (2008)
- Bet Your Ass 6 (2008)
- Boundaries 5 (2008)
- Cheaters Caught or Not (2008)
- Control 8 (2008)
- Cum Buckets 8 (2008)
- Economic Stimulation (2008)
- Fallen (2008)
- Fetish Fucks 2 (2008)
- Filth Cums First 3 (2008)
- Finger Licking Good 5 (2008)
- Flying Solo (2008)
- Frosty The Snow Ho (2008)
- Full Streams Ahead 1 (2008)
- Gape Lovers 3 (2008)
- I Love Girls Doin Girls (2008)
- Jack's All Stars 1 (2008)
- Jenna vs. Courtney (2008)
- Jesse Jane: Kiss Kiss (2008)
- Jules Jordan's Ass Stretchers POV 1 (2008)
- Lesbian Tutors 7 (2008)
- Lesbians Love Sex 1 (2008)
- Lex The Impaler 3 (2008)
- Load Warriors 1 (2008)
- Massive Facials 1 (2008)
- Meet The Fuckers 8 (2008)
- Nasty Talk POV (2008)
- No Swallowing Allowed 15 (2008)
- Not Bewitched XXX (2008)
- Oil Overload 1 (2008)
- Performers of the Year (2008)
- Pirates II: Stagnetti's Revenge (2008)
- POV Centerfolds 6 (2008)
- POV Cocksuckers 8 (2008)
- POV Video Game Vixens (2008)
- Pretty As They Cum 1 (2008)
- Pure Sextacy 3 (2008)
- Real Female Orgasms 9 (2008)
- Secretary's Day 2 (2008)
- Slutty and Sluttier 5 (2008)
- Sporty Girls 1 (2008)
- Spunk'd 8 (2008)
- Stoya Atomic Tease  (2008)
- Take It Black 6 (2008)
- This Ain't the Munsters XXX (2008)
- Top Shelf 1 (2008)
- Watch Your Back 1 (2008)
- XXX-Box (2008)
- Anal Academics (2009)
- Anal Cavity Search 6 (2009)
- Ashlynn Brooke's Lesbian Fantasies 1 (2009)
- Ass The New Pussy (2009)
- Barefoot Maniacs 7 (2009)
- Black Up In Her (2009)
- Blown Away 2 (2009)
- Brother Load 1 (2009)
- Casey Parker's Girl Crazy (2009)
- Cock Pit 3 (2009)
- Control 10 (2009)
- Crack Her Jack 10 (2009)
- Cum-Spoiled Sluts (2009)
- Cumstains 10 (2009)
- Five (2009)
- Glamour Girls 1 (2009)
- Hillary Loves Jenna (2009)
- I Love Pretty Pussies (2009)
- I Need 2 Women (2009)
- Intimate Touch 2 (2009)
- It's a Secretary Thing 2 (2009)
- Jenna Haze: Nymphomaniac (2009)
- Just Tease 1 (2009)
- Ladies Room 1 (2009)
- Model Amateur Tour (2009)
- My Dad's Hot Girlfriend 1 (2009)
- Naughty Nanny 2 (2009)
- Not The Cosbys XXX 1 (2009)
- Nurses 1 (2009)
- Nymphetamine 2 (2009)
- Nymphetamine 3 (2009)
- Nymphetamine Solamente 2 (2009)
- Obama Is Nailin Palin (2009)
- Office: A XXX Parody 1 (2009)
- Once a Cheater Always a Cheater (2009)
- Open Ended 1 (2009)
- Performers of the Year 2009 (2009)
- Playtime Video 1792 (2009)
- Playtime Video 1801 (2009)
- Playtime Video 1841 (2009)
- Playtime Video 1862 (2009)
- Playtime Video 3010 (2009)
- Playtime Video 3033 (2009)
- Pornstar POV (2009)
- Pornstar Workout 1 (2009)
- Pump My Ass Full Of Cum 2 (2009)
- Rawhide 2 (2009)
- Sexual Blacktivity 1 (2009)
- She's Got Big Boobs 2 (2009)
- Spin the Bottle (2009)
- Starlets (2009)
- Suck It Dry 6 (2009)
- Sunny's Slumber Party (2009)
- Teachers (2009)
- Teagan vs Jenna (2009)
- This Ain't Star Trek XXX 1 (2009)
- This Isn't Twilight (2009)
- Video Nasty 5: Teagan (2009)
- Watch Your Back 4 (2009)
- Bad Girls 3 (2010)
- Best Of Lord of Asses (2010)
- Best Of... Lexi Belle 2 (2010)
- Big Fucking Assholes 2 (2010)
- Cum-Spoiled Brats (2010)
- Deviance 2 (2010)
- Fly Girls (2010)
- Just Jenna 1 (2010)
- Kick Ass Chicks 73: Cheerleaders (2010)
- Legs Up Hose Down (2010)
- Meow (2010)
- Monster Dicks for Young Chicks 6 (2010)
- Naughty Bookworms 19 (2010)
- Panty Pops 1 (2010)
- Performers of the Year 2010 (2010)
- Pornstars Punishment 2 (2010)
- Rebel Girl (2010)
- Sexual Blacktivity 2 (2010)
- This Isn't The Twilight Saga: Eclipse (2010)
- This Isn't The Twilight Saga: New Moon (2010)
- Breast in Class 1: Naturally Gifted (2011)
- Breast in Class 2: Counterfeit Racks (2011)
- Bree Olson Uncovered (2011)
- In Riley's Panties (2011)
- Jailhouse Heat 3D (2011)
- Job for Jenna (2011)
- Just Jenna 2 (2011)
- Legendary Angels (2011)
- Real Wife Stories 9 (2011)
- This Ain't Hollywood Squares XXX (2011)
- Anal Champions of the World (2012)
- Arse Pirates (2012)
- Buffy The Vampire Slayer XXX: A Parody (2012)
- Classic TV Superfuckers (2012)
- I Came Inside the Backdoor 2 (2012)
- Intimate Passions (2012)
- Panty Pops 5 (2012)
- She Can Take All 13 Inches (2012)
- Best of No Swallowing Allowed 2 (2013)
- Don't Be Greedy (2013)
- Jules Jordan: The Lost Tapes 4 (2013)
- Superstar Slut Challenge (2013)

### Продукција
- Gonzo Jenna Haze Style (2005)
- Jenna Haze's Secret Desires (2006)
- Anal Academics (2009)
- Cum-Spoiled Sluts (2009)
- Sexual Blacktivity 1 (2009)
- Cum-Spoiled Brats (2010)
- Just Jenna 1 (2010)
- Legs Up Hose Down (2010)
- Meow (2010)
- Sexual Blacktivity 2 (2010)
- Breast in Class 1: Naturally Gifted (2011)
- Breast in Class 2: Counterfeit Racks (2011)
- Just Jenna 2 (2011)
- Meow 2 (2012)
- Meow 3 (2013)